# Rockstar (Nickelback-Lied)
Rockstar ist ein Lied der kanadischen Rockband Nickelback, das im September 2005 erschien. 

## Entstehung und Veröffentlichung
Geschrieben und produziert wurde das Lied gemeinsam von den Nickelback-Mitgliedern Daniel Adair, Chad und Mike Kroeger sowie Ryan Peake. Für die Produktion erhielt die Band Unterstützung durch Joey Moi.
Die Erstveröffentlichung von Rockstar erfolgte am 26. September 2005 bei Roadrunner Records, als Teil des fünften Nickelback Studioalbums All the Right Reasons. Am 14. August 2006 erschien das Lied zunächst als Airplay, am 13. Juli 2007 schließlich als sechste und letzte Singleauskopplung aus dem Album. Diese erschien weltweit als CD-Maxi-Single und zum Download in verschiedenen Ausführungen, unter anderem als 3-Track-Single mit Liveversionen zu Never Again und Photograph als B-Seite (Katalognummer: RR 3932-3).

## Inhalt

### Komposition
Das Lied ist in der Tonart G-Dur im 4/4-Takt komponiert und hat ein Tempo von moderaten 76 Schlägen pro Minute.

### Text
Der Liedtext beschreibt den stereotypischen Lebensstil eines Rockstars, der seinen kommerziellen Erfolg auf Kosten der künstlerischen Integrität expressiv materialistisch auslebt. Dazu werden die materiellen Statussymbole (Autos, Häuser, Flugzeug) und der klischeehafte Hedonismus (Party, Sex, Drogen) von Rockstars aufgelistet, jedoch nicht der Übungsaufwand erwähnt, um überdurchschnittliche Rockmusik erschaffen zu können:

“I want a brand new house
on an episode of Cribs
And a bathroom I can play baseball in…
I want a new tour bus full of old guitars
My own star on Hollywood Boulevard.”

„Ich will ein brandneues Haus
in einer Episode von Cribs.
Und ein Badezimmer, in dem ich Baseball spielen kann.
Ich will einen neuen Tourbus voll mit alten Gitarren,
meinen eigenen Stern auf dem Hollywood Walk of Fame.“

Das Lied wurde mit anderen satirischen Oden über den Rockmusiker-Lebensstil verglichen, darunter:
- Dire Straits: Money for Nothing (1985)
- Joe Walsh: Life’s Been Good (1978)
- Dr. Hook: Cover of the Rolling Stone (1973)
- The Jam: To Be Someone vom Album All Mod Cons (1978)
- The Byrds: So You Want to Be a Rock ’n’ Roll Star (1967) und
- AC/DC: It’s a Long Way to the Top (If You Wanna Rock ’n’ Roll).

Das Lied hat etliche Bezüge auf die US-amerikanische Popkultur. In der Reality-TV-Sendung MTV Cribs hatte der Sänger Chad Kroeger bereits einen Auftritt. Die Playboy Mansion und mehrere Playmates werden gezeigt. Der Sänger will einen Stern zwischen James Dean und Cher auf dem Hollywood Walk of Fame; Nickelback hat seit 2007 bereits einen Stern auf dem Canada’s Walk of Fame.
Die im Lied zwischen den Strophen gesprochenen Kommentare und Fragen stammen von dem Musiker Billy Gibbons der Bluesrock-Band ZZ Top.

## Musikvideo
Zum Zeitpunkt der ersten Veröffentlichung im August 2006 gab es kein Musikvideo zu der Single. Der US-amerikanische Regisseur Dori Oskowitz, der bereits das Video zum Lied If Everyone Cared produziert hatte, drehte das Video für dessen Wieder-Veröffentlichung. Im Musikvideo singen sowohl US-amerikanische Prominente als auch Passanten lippensynchron zum Liedtext. Die Passanten wurden an markanten Orten wie dem Times Square in New York City, dem Millennium Park in Chicago, der Playboy Mansion in Los Angeles, der St Paul’s Cathedral und der Tower Bridge in London, dem Opera House und der Harbour Bridge in Sydney sowie dem Reichstag und dem Brandenburger Tor in Berlin gefilmt.
Prominente mit mehreren Einstellungen sind unter anderem Billy Gibbons (der seinen Originaltext aus dem Lied spricht), Mixed Martial Arts Sportler Chuck Liddell, der Rennfahrer Dale Earnhardt junior, die Schauspielerinnen Eliza Dushku und Dominique Swain, der Eishockeyspieler Wayne Gretzky, die Besetzung der Fernsehserie The Girls Next Door, die Rockmusiker Kid Rock und Gene Simmons, die Rapper Lupe Fiasco und Twista, die Sängerin Nelly Furtado, die Crew der Fernsehserie American Chopper, Vanilla Ice, Paul Wall, Ted Nugent, Grant Hill, Taryn Manning, Tom Petkos und Lindsey Shaw.
Am Ende des Videos wird Nickelback bei einem Liveauftritte gezeigt. Diese Aufnahme entstand am 13. Juli 2007 bei einem Konzert im Comcast Center for the Performing Arts in Mansfield im Bundesstaat Massachusetts.
International wurden einige Ausdrücke akustisch 'überpixelt'. So wurden z. B. die Textstellen "I think I'm gonna dress my ass with the latest fashion" oder "The girls come easy and the drugs come cheap" nachträglich zensiert.

## Rezeption
Die Musikzeitschrift Rolling Stone bewertete Rockstar auf Platz 100 in ihrer Liste der 100 besten Lieder des Jahres 2007. Trotz seiner Popularität wird der Song von einigen Kritikern als eines der schlechtesten Lieder aller Zeiten bewertet. Das Lied wird auf dem britischen Medienportal BuzzFeed auf Platz 2 der 30 schlimmsten Lieder geführt, die jemals geschrieben wurden. Die Erklärung lautet wie folgt:

“If aliens came to earth and asked why everyone hates Nickelback so much, this song would be a perfect explanation.”

„Falls Außerirdische auf die Erde kämen und fragen sollten, warum alle Nickelback so sehr hassen, wäre dieses Lied eine perfekte Erklärung.“

Eine 2008 durchgeführte Umfrage auf der Musik-Webseite Popjustice bewertete Rockstar als die schlimmste Single des Jahres. Das Lied erschien im Großbritannien auch in einer Fernsehwerbung des Sofahändlers DFS, in der Schauspieler Luftgitarre zu dem Lied vor Sofagarnituren spielen. Die Werbung bekam ebenfalls die Auszeichnung als eine der schlimmsten aller Zeiten.

## Rockstar Sea Shanty
Als 2021 der schottische Musiker Nathan Evans mit dem Seemannslied Soon May the Wellerman Come einen Shanty-Hype auf der Videoplattform TikTok auslöste, nahm sich die englische Band The Lottery Winners den Song Rockstar vor und nahm eine Version im Shanty-Stil auf und stellte sie online. Nickelback wurden darauf aufmerksam und ergänzten ihren eigenen Gesang. Das gemeinsame Rockstar Sea Shanty wurde ein viraler Hit und auch als Single veröffentlicht.

## Kommerzieller Erfolg

### Chartplatzierungen
Rockstar avancierte zum Top-10-Hit im Vereinigten Königreich (Rang 2), Österreich (Rang 5), den Vereinigten Staaten (Rang 6) und Schweden (Rang 10). Weitere Chartplatzierungen erreichte es in der Schweiz (Rang 14), Kanada (Rang 20), Deutschland (Rang 23), den Niederlanden (Rang 25) und Dänemark (Rang 32).
| ChartsChartplatzierungen       | Höchstplatzierung | Wochen |
| ------------------------------ | ----------------- | ------ |
| Deutschland (GfK)              | 23 (27 Wo.)       | 27     |
| Kanada (MC)                    | 20 (6 Wo.)        | 6      |
| Österreich (Ö3)                | 5 (30 Wo.)        | 30     |
| Schweiz (IFPI)                 | 14 (41 Wo.)       | 41     |
| Vereinigte Staaten (Billboard) | 6 (49 Wo.)        | 49     |
| Vereinigtes Königreich (OCC)   | 2 (58 Wo.)        | 58     |

| ChartsJahrescharts (2007)      | Platzierung |
| ------------------------------ | ----------- |
| Deutschland (GfK)              | 77          |
| Österreich (Ö3)                | 49          |
| Schweiz (IFPI)                 | 81          |
| Vereinigte Staaten (Billboard) | 36          |

| ChartsJahrescharts (2008)    | Platzierung |
| ---------------------------- | ----------- |
| Schweiz (IFPI)               | 88          |
| Vereinigtes Königreich (OCC) | 5           |

### Auszeichnungen für Musikverkäufe
| Land/Region                  | Auszeichnungen für Musikverkäufe (Land/Region, Auszeichnung, Verkäufe) | Verkäufe  |
| ---------------------------- | ---------------------------------------------------------------------- | --------- |
| Dänemark (IFPI)              | Gold                                                                   | 7.500     |
| Deutschland (BVMI)           | Platin                                                                 | 300.000   |
| Neuseeland (RMNZ)            | 2× Platin                                                              | 60.000    |
| Vereinigtes Königreich (BPI) | 3× Platin                                                              | 1.800.000 |
| Insgesamt                    | 1× Gold · 6× Platin ·                                                  | 2.167.500 |

Hauptartikel: Nickelback/Auszeichnungen für Musikverkäufe